# Taufbecken Friesheim (Erftstadt)

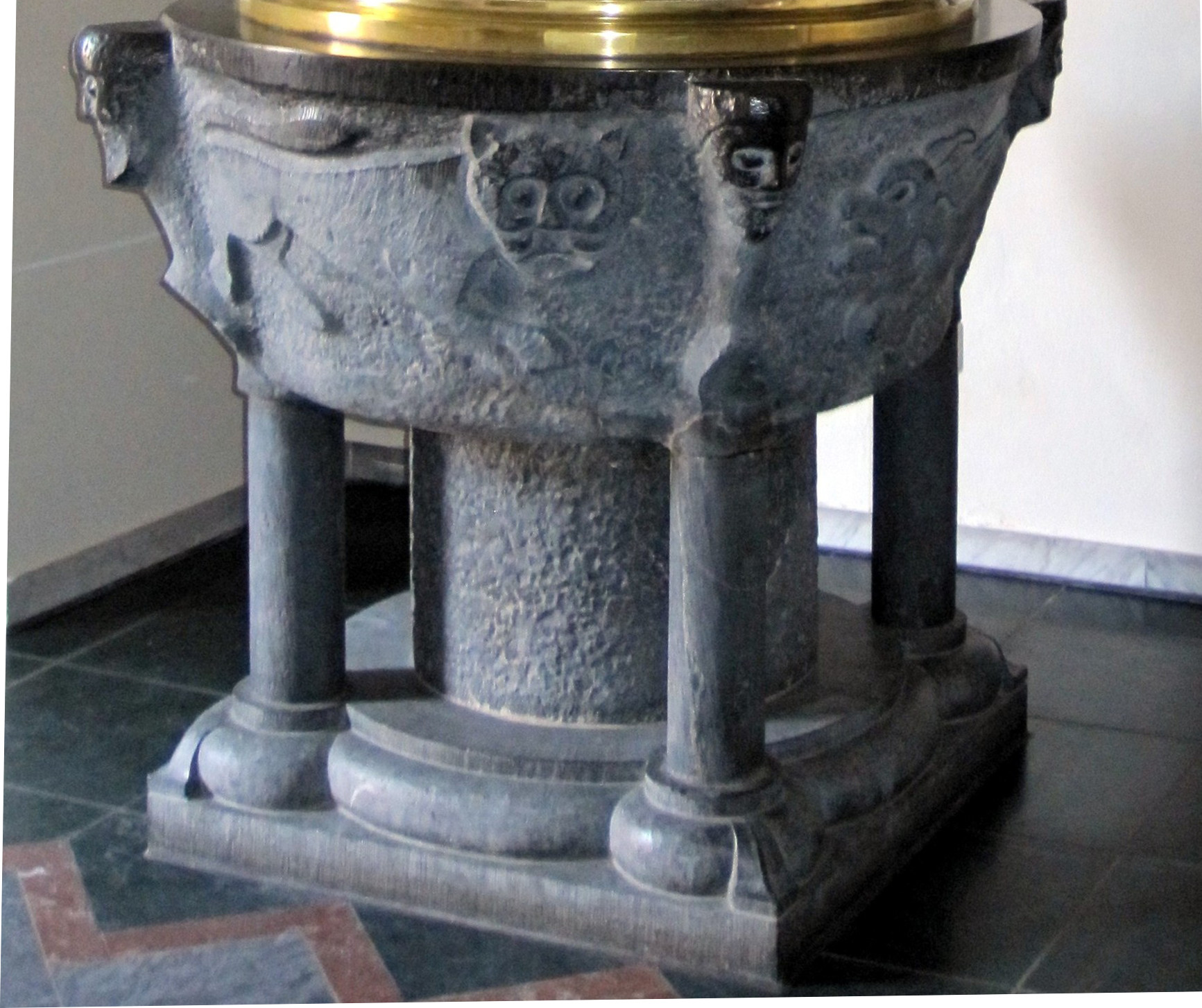
Taufbecken in Friesheim

Das Taufbecken in der katholischen Pfarrkirche St. Martin in Friesheim, einem Stadtteil von Erftstadt im Kreis Euskirchen in Nordrhein-Westfalen, wurde im 12. Jahrhundert geschaffen.
Das Taufbecken aus Blaustein ist 97 cm hoch. Es steht auf zylindrischem Fuß, bei der Restaurierung 1965/66 wurde die Sockelplatte erneuert und es wurden vier Standsäulen eingearbeitet. Das runde Becken hat vier Eckköpfe unter Hauben; roh gearbeitete Fabeltiere zieren die Zwischenfelder. Die Darstellungen sind aus dem Stein nur herausgestochen, der Grund ist gepickelt.
Das Taufbecken gehört zu der am ganzen Niederrhein verbreiteten Gruppe, wie z. B. auch das Taufbecken in der Kirche St. Peter in Zingsheim und das Taufbecken in der Kirche St. Georg in Frauenberg.